# Harald Gulskeg
Harald Gulskeg también Harald Barba Dorada (c. 810) fue un caudillo vikingo del siglo IX, rey de Sogn, Noruega. Era cuñado del jarl Atli el Delgado, pues estaba casado con su hermana Salvör Húndólfsdóttir y según las sagas Fagrskinna y Heimskringla tenía una hija llamada Ragnhild que se casó con el rey Halfdan el Negro, rey de Vestfold. Su nieto también llamado «Harald», fue enviado a la corte de su abuelo donde sería criado. Harald Gulskeg, ya anciano, proclamó a su nieto sucesor del reino poco antes de su muerte. Ragnhild también murió poco más tarde, y el joven rey Harald enfermó y murió a la primavera siguiente. Cuando Halfdan supo de la muerte de su hijo viajó a Sogn, reclamó el título de rey y sin resistencia ni oposición subyugó el territorio a su reino.
Otra de sus hijas, Thurid, se casó con Ketill Vemundsson y de esa relación nació Ævar gamli Ketilsson, primer referente del clan familiar de los Æverlingar.